# Ciro e João
Ciro e João (em italiano:  Ciro e Giovanni; em árabe: اباكير ويوحنا; m. c. 304 ou 311) são dois mártires cristãos venerados como santos especialmente pela Igreja Copta. Por curarem os doentes sem nenhum tipo de retribuição, são tidos como taumaturgos anárgiros (em grego:  thaumatourgoi anargyroi).
Os coptas celebram sua festa litúrgica no sexto dia de Tobi, que corresponde ao dia 31 de janeiro, a data que é observada também pela Igreja Ortodoxa e pela Igreja Católica. Os ortodoxos celebram também a descoberta e translação das relíquias dos dois em 28 de junho.

## Vidas e historicidade
A principal fonte de informação para a vida, a paixão e os milagres dos Santos Ciro e João é o encômio escrito por Sofrônio, patriarca de Jerusalém morto em 638. Sobre o nascimento, pais e primeiros anos, nada sabemos. De acordo com o sinaxário árabe compilado por Miguel, bispo de Athrib e Malig, Ciro e João seriam ambos de Alexandria, um fato que é contraditório com outros documentos que afirmam que Ciro seria nativo de Alexandria enquanto que João seria de Edessa.

## Ciro
Ciro praticava a medicina e tinha um ergasterium que depois foi transformado em uma igreja dedicada aos "Três Jovens", Sadraque, Mesaque e Abede-Nego. Ele ministrava aos doentes sem cobrar nada e conseguiu converter muitos pagãos para o cristianismo com suas ações. Ele dizia que "quem quer ficar livre das doenças deve se abster do pecado, pois o pecado geralmente causa a doença corporal". Vivendo na época do imperador romano Diocleciano, Ciro acabou sendo denunciado pelo prefeito da cidade e teve que fugir para a Arábia, onde se refugiou numa cidade perto do mar chamada Tzoten. Uma vez lá, abandonou a medicina, foi tonsurado e assumiu a vida monástica de ascetismo.

## João
João era um oficial de alta patente no exército romano. Segundo já citado sinaxário, ele conhecia os parentes do imperador. Sabendo das virtudes e dos milagres praticados por Ciro, foi para Jerusalém para cumprir uma promessa e, de lá, partiu para Alexandria e Arábia, onde se juntou a Ciro em sua vida asceta.

## Martírio
Durante a perseguição de Diocleciano, três santas virgens, Teoctista ou Teopista (quinze anos), Teódota ou Teodora (13 anos) e Teodóssia ou Teodóxia (11 anos), junto com a mãe delas, Atanásia, foram presas em Canopo e levadas para Alexandria. Ciro e João, temendo que as garotas, pela pouca idade e pelas torturas que sofreriam, pudessem negar a fé, resolveram ir até lá para confortá-las e encorajá-las a seguir com o martírio. Quando as autoridades descobriram, eles também foram presos e, depois de muitas torturas, foram todos decapitados em 31 de janeiro.

## Veneração

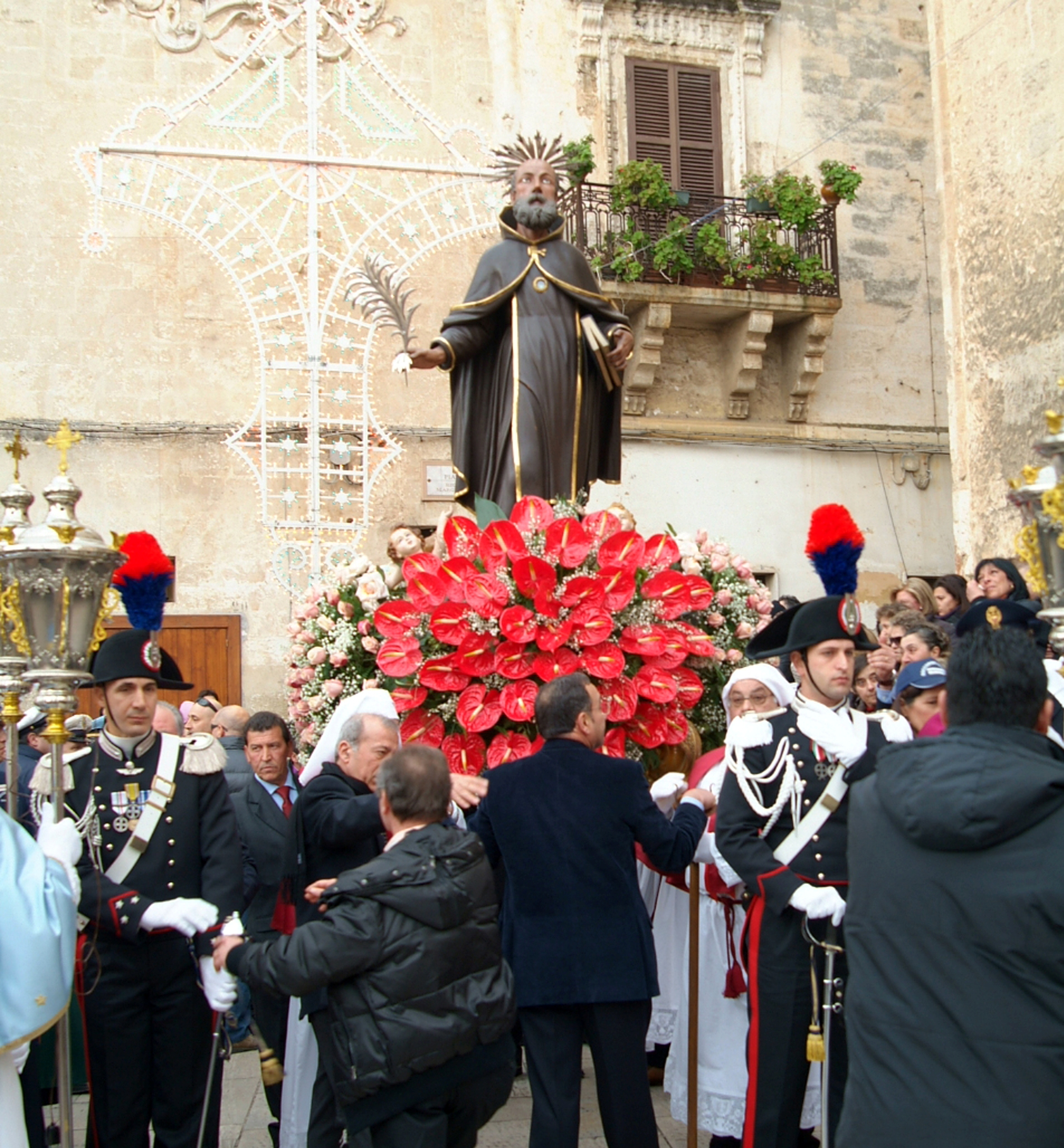
Festa de San Ciro em Grottaglie, na Apúlia, Itália.

Os corpos dos dois mártires foram colocados na Igreja de Marcos, o Evangelista, em Alexandria. Na época de São Cirilo, patriarca de Alexandria entre 412 e 444, existia em Menouthis, perto de Canopo (moderna Abu Qir), um templo pagão renomado por seus oráculos e curas que atraíam até mesmo alguns cristãos mais simplórios das redondezas. Com o objetivo de acabar com este culto idólatra, Cirilo estabeleceu na cidade o culto aos "Santos Ciro e João", mandando para lá, em 28 de junho de 414, as relíquias dos mártires e as colocou na igreja construída por seu antecessor, Teófilo, dedicada aos quatro evangelistas.
Antes da descoberta e transferência das relíquias por São Cirilo, parece que os nomes dos santos eram desconhecidos; sabe-se com certeza que não existe nenhuma fonte escrita antes disso. No século V, durante o pontificado do papa Inocêncio I, as relíquias foram levadas para Roma por dois monges, Grimado e Arnolfo, segundo um manuscrito nos artigos da diaconia de Santa Maria in Via Lata.
O cardeal Angelo Mai, porém, por razões históricas, determina, com justiça, uma data posterior, 634, na época do papa Honório I e do imperador Heráclio. As relíquias foram colocadas na igreja suburbana de Santa Passera (uma corruptela de "Abbas Cyrus"), na Via Portuense. Na época de Antonio Bosio (1634), as imagens pintadas dos dois santos ainda eram visíveis na igreja. Na porta do hipogeu está a seguinte inscrição no mármore: "Corpora sancta Cyri renitent hic atque Joannis; Quæ quondam Romæ dedit Alexandria magna".
O túmulo dos dois tornou-se um santuário e o destino de peregrinações. Em copta, o nome de Ciro se tornou Difnar, Apakiri, Apakyri ou Apakyr e, em árabe, Abaqir ou Abuqir. A moderna cidade Abu Qir, atualmente um subúrbio de Alexandria, foi batizada em homenagem a ele.
Em Roma, três igrejas foram dedicadas aos dois: Abbas Cyrus de Militiis, Abbas Cyrus de Valeriis e Abbas Cyrus ad Elephantum. Todas elas foram transformadas em "Santa Passera", uma corruptela de "Abbas Cyrus".